# Iglesia de San Roque y San Sebastián
La iglesia de San Roque y San Sebastián de Alcoy (Alicante, Comunidad Valenciana, España) está ubicada en la avenida de la Alameda Camilo Sesto número 1.

## Origen e historia
En 1489 el Reino de Castilla era azotada por la enfermedad de la peste bubónica que también azotó al Reino de Valencia posteriormente. La población de Alcoy pedía protección frente a esta enfermedad. Se le rezó a Roque, santo protector de las epidemias de peste negra. A cambio de esta protección levantarían un templo si esta población no era afectada. Como agradecimiento, en la Iglesia de San Jorge se levantó un altar dedicado a San Roque y a San Sebastián, ambos protectores de males. Entre 1547 y 1549 el Reino de Valencia volvió a ser azotado por esta enfermedad y tras no llegar a la población alcoyana se le levantó un templo, como se había pedido con anterioridad a modo de agradecimiento. En 1549 se empezó a construir una ermita de pequeñas dimensiones. Su bendición fue el 15 de marzo de 1559 y para dicha ermita se esculpieron tres estatuas, una de San Roque, otra de San Sebastián y una más de San Mauricio, patrón de los tintoreros. La ermita se encontraba en una llanura en la calle Onofre Jordá, lugar donde más tarde hubo una plaza de toros. Durante la existencia de la primera ermita dedicada a San Roque hubo en el lugar un convento de Franciscanos desde 1564 hasta 1566. 
El 2 de abril de 1600 se echó a suertes ocho santos para elegir a un nuevo patrón de la ciudad de Alcoy y fue elegido San Roque con la mano inocente de un niño. La elección se hizo en la Parroquia de Santa María frente a unos 242 vecinos de la localidad.
La primitiva ermita fue destruida durante la Guerra de Sucesión. Tras no poder restaurar la ermita se procedió a construir una segunda ermita en otro emplazamiento cercano. Esta vez se encontraba en una llanura en el camino de salida hacia Madrid, frente a la cruz de término. El doctor Felipe Margarit, cura de la Parroquia de Santa María, bendijo la primera piedra el 15 de marzo de 1715. El templo fue bendecido tras la finalización de las obras el 10 de agosto de 1731 por el doctor Nicolás Colomer, vicario de la parroquia. El templo era más amplio que el anterior y frente a él se construyó un cuartel de infantería construido en 1878. Por necesidades de ampliación del cuartel, la ermita fue cedida al Ramo de Guerra para su posterior destrucción tras vender el solar donde se ubicaba. En agosto de 1911 se hizo un inventario del templo. La ermita estuvo en funcionamiento hasta el 4 de enero de 1920.

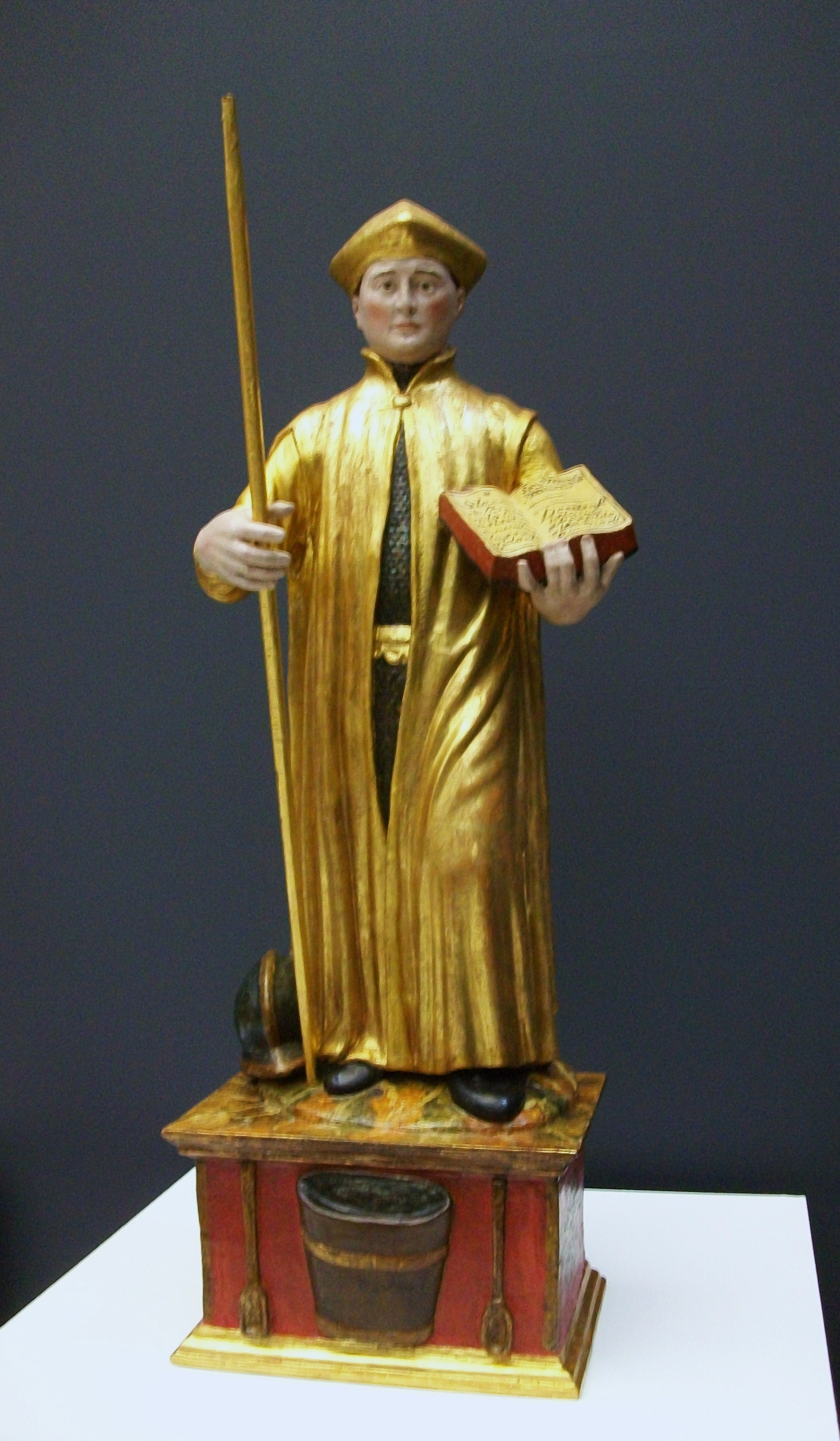
Imagen de San Mauricio de la antigua ermita de San Roque. (1559)

## Inicio de las obras
En 1914 se presentó el proyecto de la nueva iglesia. El arquitecto encargado del nuevo templo fue Vicente Pascual Pastor, arquitecto conocido por numerosos edificios modernistas en la localidad, mientras que la ejecución fue a cargo de Antonio Segura de Villena. El estilo utilizado fue el neoclásico. Las obras se iniciaron el 1 de mayo de 1915. La nueva iglesia fue ubicada en el barrio del Ensanche, en una zona vacía de casas pero con proyecto de expansión, concretamente al lado contrario del puente de San Roque donde estuvo la anterior ermita.
El proyecto original constaba de una sola nave con dos entradas, una recaía por la Avenida de la Alameda y la otra entrada recaía en la calle Espronceda. Para suplir el desnivel de la calle, el altar se encontraba en una altura más elevada del resto con una escalera. La puerta lateral de pequeñas dimensiones era rematada con un rosetón, mientras que la entrada principal de mayores dimensiones tenía, además de un gran rosetón en la parte alta, dos ventanales grandes a los lados. La entrada principal incluía en la parte superior un campanario de estilo espadaña con tres campanas y una cruz. La fachada recayente a la calle Espronceda incluía cinco ventanales separados por pilares que en el interior tenían adornos neoclásicos. El lado contrario era una pared lisa, ya que no daba a la calle. La puerta principal estaba cerrada con una verja a modo de plazoleta.
La nueva iglesia se hizo en varias fases. En la primera fase se construyó el altar y la entrada lateral. Para poder hacer uso del templo se hizo una pared lateral con ventanas con tal de iluminar el templo provisionalmente. El altar se encontraba en ese momento frente a la puerta y el recinto ya era apto para la atención religiosa. El 6 de enero de 1920 se inauguró el nuevo templo, tras la clausura del anterior dos días antes, siendo bendecido por el arcipreste Doctor Escrivá. El resto de templo se terminó de construir en agosto de 1933 acabando la verja que cerraba la entrada.  El 18 de marzo de 1936 se termina el colegio anexo al templo, aunque ya prestaba servicio desde 1926.

## Guerra Civil Española
Con el estallido de la Guerra Civil Española la iglesia de San Roque y San Sebastián fue clausurada y completamente desvalijada por el ayuntamiento de Alcoy siendo utilizada como almacén de fundición. Una de las bombas que cayeron en las inmediaciones de la Subestación de Hidroeléctrica de Alcoy destruyó gran parte del edificio. Las ventanas fueron destruidas, la explosión arrancó las puertas de cuajo. Por el efecto de las explosiones el templo fue quemado en su totalidad destruyendo toda la ornamentación neoclásica y los objetos que aún pudieran encontrarse en su interior.

## Reconstrucción
Tras el final del conflicto bélico la iglesia se encontraba en estado de ruina. En aquel momento era vicario Don Cirilo Tormo Durá. Para llevar a cabo la reconstrucción de la iglesia el arquitecto Joaquín Aracil Aznar diseñó un nuevo templo reutilizando el anterior. Para este caso se cambiaron los adornos de estilo neoclásico que había desaparecido por adornos de estilo neogótico. El 17 de diciembre de 1941 empezaron las obras de reconstrucción en la que se ampliaba el templo con una capilla de comunión en la parte posterior de la iglesia con ventanas hacia los patios de la escuela, un campanario que sustituía la espadaña, taparía el rosetón y sería ubicado en la plazoleta de San Roque. Se taparon las ventanas recayentes a la avenida de la Alameda para construir un coro y un acceso al campanario y se arreglaron las demás ventanas.
El 3 de octubre de 1945 fue inaugurado el templo por el Obispo Auxiliar de Valencia Juan Hervás y Benet quien bendijo el altar mayor, la capilla de comunión, el altar de San Vicente, el altar del Cristo de la Agonía, los solares para la ampliación parroquial, el Patronato, la Casa Nazaret y las campanas.
Entre 1960 y 1965 fue ampliada la iglesia dotándola de un nuevo presbiterio con torre en forma octogonal, un púlpito y un coro bajo. La torre se encuentra adornada en la parte superior por vidrieras, así como dos ventanales recayentes a la calle Espronceda fueron dotados también de vidrieras. Para entonces la entrada por la calle Espronceda ya había sido tapiada y se había establecido una entrada posterior por la calle Cid. El campanario fue rematado con un tejado metálico en 2017 como figura en el proyecto original.

## Las campanas
Se confeccionaron un total de 14 campanas que fueron bendecidas el 3 de octubre de 1945. Las campanas recibieron el nombre de diferentes santos y personalidades religiosas y fueron costeadas por los feligreses de la población. En las campanas se encuentran inscritas los padrinos de cada una de las campanas, el escudo de la población y el nombre de su fundidor. En la actualidad se encuentran un total de 6 campanas en la sala de campanas. El resto de campanas se encuentran en almacenes propiedad de la parroquia.
| Nombre                             | Año      | Fundición                        | Diámetro (cm) | Peso (kg) | Ubicación                               | Padrinos                                                      |
| ---------------------------------- | -------- | -------------------------------- | ------------- | --------- | --------------------------------------- | ------------------------------------------------------------- |
| Inmaculada Concepción              | 1945     | Roses, Hermanos (Silla)          | 132           | 1.332     | Desaparecida                            | Guillermo Prieto Madassu y María del Pilar Baldellon de Silva |
| San Roque y San Sebastián          | 1945     | Roses, Hermanos (Silla)          | 108           | 729       | Desaparecida                            | Miguel Matarredona Terol y María Pérez de Santonja            |
| San Vicente Ferrer                 | 1945     | Roses, Hermanos (Silla)          | 86            | 368       | Desaparecida                            | Vicente Miró Nadal y Regina Durá Vilaplana                    |
| Santa Lucía                        | 1945     | Roses, Hermanos (Silla)          | 66            | 166       | Desaparecida                            | Alfonso García Monllor y Lucía Monllor Raduán                 |
| Inmaculada Concepción              | 1997     | Barberí (Riudellots de la Selva) | 132           | 1.332     | Sala de campanas                        | Guillermo Prieto Madassu y María del Pilar Baldellon de Silva |
| San Roque y San Sebastián          | 1997     | Barberí (Riudellots de la Selva) | 108           | 729       | Sala de campanas                        | Miguel Matarredona Terol y María Pérez de Santonja            |
| San Vicente Ferrer                 | 1997     | Barberí (Riudellots de la Selva) | 86            | 368       | Sala de campanas                        | Vicente Miró Nadal y Regina Durá Vilaplana                    |
| Santa Lucía                        | 1997     | Barberí (Riudellots de la Selva) | 66            | 166       | Sala de campanas                        | Alfonso García Monllor y Lucía Monllor Raduán                 |
| Ángel de la guarda                 | 1945     | Roses, Hermanos (Silla)          | 55            | 96        | Sala de campanas                        | Rafael Miró Blanquer y Ángeles Vicente Mataix                 |
| San José y Santa Teresa de Jesús   | 1945     | Roses, Hermanos (Silla)          | 50            | 72        | Sala de campanas                        | Juan Pérez Guerrero y María Luisa Laviña Orueta               |
| San Jorge y San Mauro              | 1945     | Roses, Hermanos (Silla)          | 27            | 11        | Almacén grupo juniors Flor de Neu       | Jorge Aracil Mas y Mª del Pilar Aracil Aura                   |
| San Cristóbal                      | 1945     |                                  | 18            | 3         | Sacristía parroquial                    | Rafael Terol Gisbert y Mª Inmaculada Miró Botella             |
| San Juan y San Joaquín             | 1915     | Hijos de Lorenzo Roses (Albaida) | 40            | 37        | Fundación Baradello de Moya             | Joaquín Aracil Bellod y Milagros Santonja Palacios            |
| Nuestra Señora del Milagro         | 1945     | Roses, Hermanos (Silla)          | 37            | 29        | Fundación Baradello de Moya             | Eladio Seco Gisbert y Mª del Carmen Carbonell Arnauda         |
| Nuestra Señora del Milagro         | 1945     | Roses, Hermanos (Silla)          | 26            | 10        | Fundación Baradello de Moya             | Luis Sanus Tormo y Aurora Sirera Rodes                        |
| San Vicente de Paul y San Mauricio | ca. 1960 | Roses (Adzaneta de Albaida)      | 30            | 16        | Almacén del colegio San Roque           | José Luis Ferrándiz Carbonell y Mª del Carmen Albors Juliá    |
| Niño Jesús del Buen Sueño          | 1945     |                                  | 12            | 1         | Parroquia de los Santos Juanes (Játiva) | Antonio Calatayud Beneito y Josefa Torregrosa Solbes          |
| Santiago Apóstol                   | 1945     |                                  |               |           | Desconocido                             | Rafael Gisbert Blanes y Luisa Silvestre Jordá                 |